# Bình Thạnh Trung
Bình Thạnh Trung là một xã thuộc huyện Lấp Vò, tỉnh Đồng Tháp, Việt Nam.

## Địa lý
Xã Bình Thạnh Trung có vị trí địa lý:
- Phía đông, đông nam xã Vĩnh Thạnh
- Phía tây giáp tỉnh An Giang
- Phía nam giáp xã Bình Thành
- Phía bắc giáp các xã Mỹ An Hưng A và Mỹ An Hưng B
- Phía tây nam giáp thị trấn Lấp Vò
- Phía đông bắc giáp xã Mỹ An Hưng B
- Phía tây bắc giáp xã Hội An Đông.

## Lịch sử
Quyết định 382-CP ngày 27 tháng 12 năm 1980 của Hội đồng Chính phủ, chia xã Bình An Trung thành hai xã lấy tên là xã Bình Thạnh Trung và xã Hội An Đông.
Quyết định 77-HĐBT ngày 27 tháng 06 năm 1989, xã Bình Thạnh Trung thuộc huyện Thạnh Hưng.
Nghị định 81-CP ngày 06 tháng 12 năm 1996, xã Bình Thạnh Trung thuộc huyện Lấp Vò.

## Giao thông
Hiện nay, xã đã có đường lộ khang trang với những cây cầu bê tông kiên cố thay thế cho những cây cầu cây.